# Bendosabora
Bendosabora, também conhecida como Gundexapur (em persa médio: Gondēšāpūr ou Gundēšāpūr; em persa: گندی‌شاپور‎‎; romaniz.: Gundeshapur), Bete Lapate (em siríaco: ܒܝܬ ܠܦܛ; romaniz.: Bēth Lapaṭ) ou Jondixapur (em árabe: جنديسابور; romaniz.: Jondišapur), foi um centro intelectual do extinto Império Sassânida. Fundada em 271 pelo xá Sapor I, Bendosabora oferecia vastos estudos no campos da ciência, da filosofia e da teologia, especialmente do zoroastrismo. Cientistas persas, gregos, indianos e romanos iam para Bendosabora a fim de realizar pesquisas. Com o tempo, essa biblioteca perdeu prestígio até deixar de existir organizadamente.